# امیلیو سانچز
 امیلیو سانچز (اسپانیایی: Emilio Sánchez‎؛ زاده ۲۹ مهٔ ۱۹۶۵) یک تنیس‌باز اهل اسپانیا است.